# Невадо-де-Лонгаві
Невадо-де-Лонгаві — вулкан в Андах у центральній частині Чилі. Вулкан висотою 3242 м розташований у провінції Лінарес, яка є частиною регіону Мауле. Він має кратер на вершині та кілька паразитних отворів. Вулкан побудований переважно з потоків лави. Два обвали залишили на вулкані шрами: один на східному схилі, відомому як Ломас-Лімпіас, і інший на південно-західному схилі, відомому як Лос-Буейе. Вулкан вкритий льодовиком, а річки Ачібуено та Бланко беруть початок на горі.
Найдавніша вулканічна діяльність відбулася мільйон років тому. Після першої фази, що характеризується виробництвом базальтового андезиту, основна частина споруди була складена потоками андезитової лави. Вулканічні породи, які утворюють Невадо-де-Лонгаві, за хімізмом нагадує адакіт (має геохімічні характеристики магми, яка, як вважають, утворилася в результаті часткового плавлення зміненого базальту, який занурюється під вулканічні дуги). Це може бути наслідком того, що магма надзвичайно багата водою, що може виникнути через те, що зона розлому Мокко занурюється під вулкан.
Невадо-де-Лонгаві був активним протягом голоцену. 6835 ± 65 або 7500 років тому вибухове виверження відклало пемзу на понад 20 км від вулкану. Потім поверх пемзи сформувався потік лави. Останнє виверження відбулося близько 5700 років тому і утворило лавовий купол. Вулкан не мав надалі вивержень, але фумарольна активність триває. Невадо-де-Лонгаві контролюється Національною службою геології та видобутку Чилі.

## Географія
Невадо-де-Лонгаві знаходиться в комуні Лонгаві провінції Лінарес регіону Мауле.

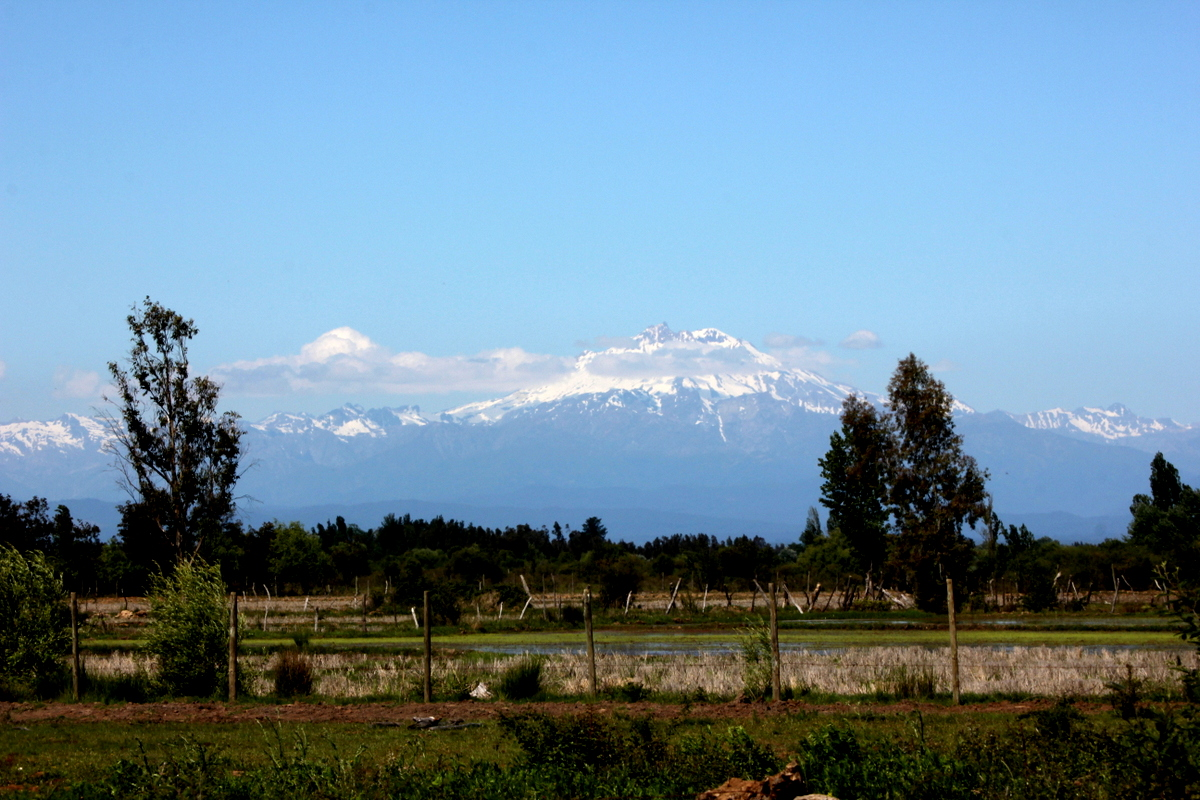
Вид на Невадо-де-Лонгаві з Парраля, Чилі

Невадо-де-Лонгаві розташований у південній вулканічній зоні Андського гірського хребта, яка простягається між 33 і 46 градусами південної широти. Це один з 60 вулканів Чилі та Аргентини, які знаходяться в Південній вулканічній зоні. Серед найбільших вулканічних вивержень у цьому районі були виверження Куізапу 1932 року та Серро-Гудзон 1991 року. Невадо-де-Лонгаві зазвичай відносять до «перехідної південної вулканічної зони», одного з чотирьох сегментів, на які поділяється південна вулканічна зона; вони характеризуються різною товщиною кори, на якій побудовані вулкани, і відмінностями у вулканічних породах. Далі на схід лежать вулкани Татара-Сан-Педро і Лагуна-дель-Мауле.

## Геологія
Вулканізм у Південній вулканічній зоні спричинений субдукцією плити Наска під Південноамериканську плиту в Перуансько-Чилійському жолобі зі швидкістю 40 мм/рік. Південна вулканічна зона — один із кількох вулканічних поясів Андського вулканічного поясу . Області без вулканічної активності відокремлюють його від Центральної вулканічної зони на півночі та Австралової вулканічної зони на півдні. Схоже, що ці розриви збігаються там, де хребет Хуана Фернандеса та Чилійське підняття відповідно субдукуються в Перуансько-Чилійському жолобі. У вулканічних проміжках субдукційна плита, здається, прикріплена до основної плити без астеносфери між ними, що пригнічує утворення магми.
Серед вулканів Південної вулканічної зони спостерігається сильний градієнт з півночі  –  південь. Найпівнічніші вулкани є найвищими і лежать на товщій корі, через що їхні магми мають сильніший сплив на кору. У будові найпівнічніших вулканів переважають андезитові та більш розвинені магми, і вони мають найбільшу кількість несумісних елементів у своїх магмах. Південні вулкани нижчі, мають тенденцію вивергати мафічні магми та розташовані на захід від континентального вододілу.
Вулканізм в районах субдукції спричинений вивільненням флюїдів з субдукційної плити в астеносферну мантію, що лежить вище. Впорскування таких рідин викликає флюсування та утворення магм. І навпаки, низхідна плита сама по собі зазвичай не вважається основним чинником генезису магми. Такі виняткові магми часто називають адакітами, але магми з таким хімічним складом можуть також виникати внаслідок інших процесів.

### Галерея

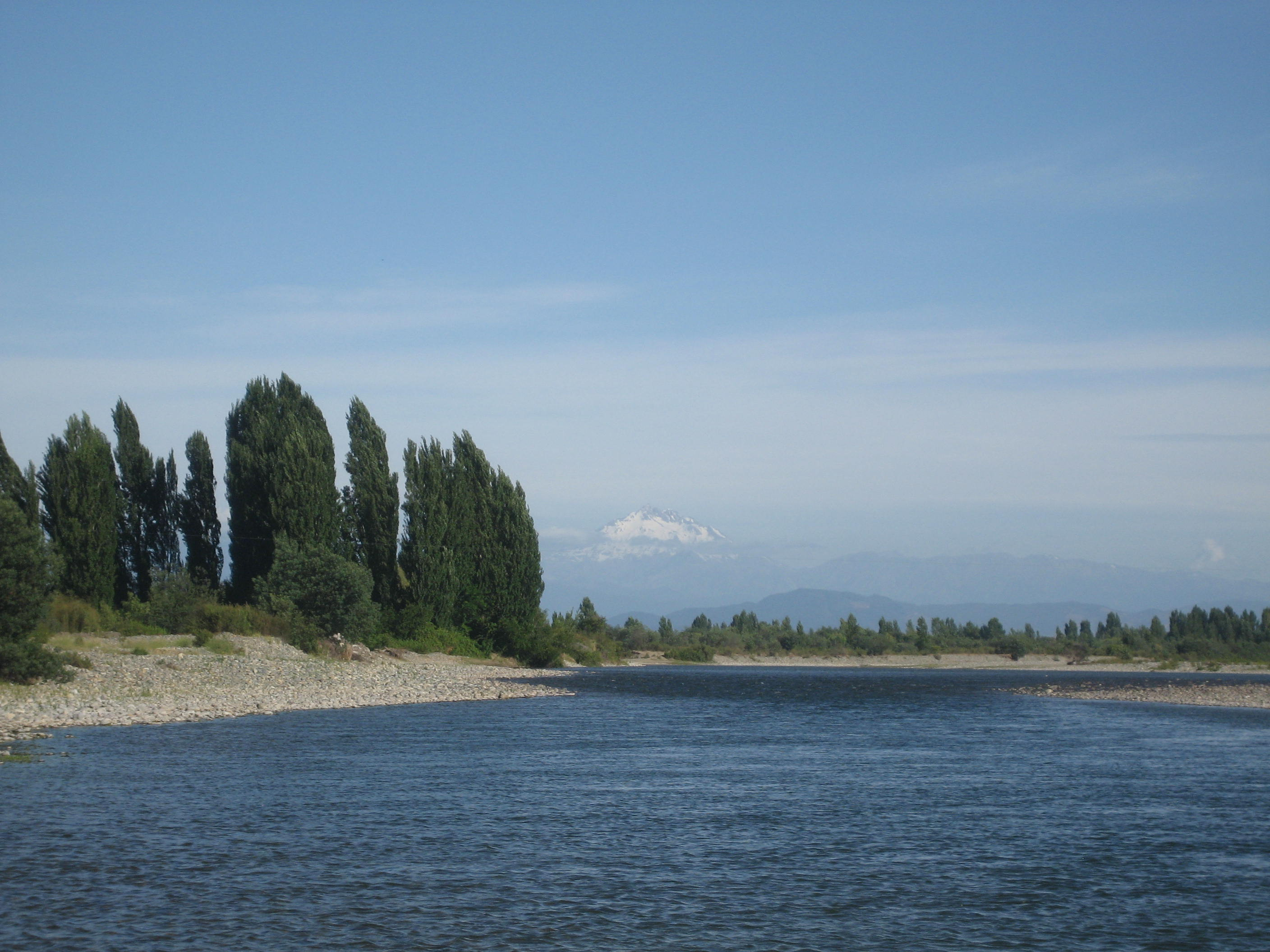
Вид на Лонгаві з річки Ачібуено в Пальміллі, Лінарес
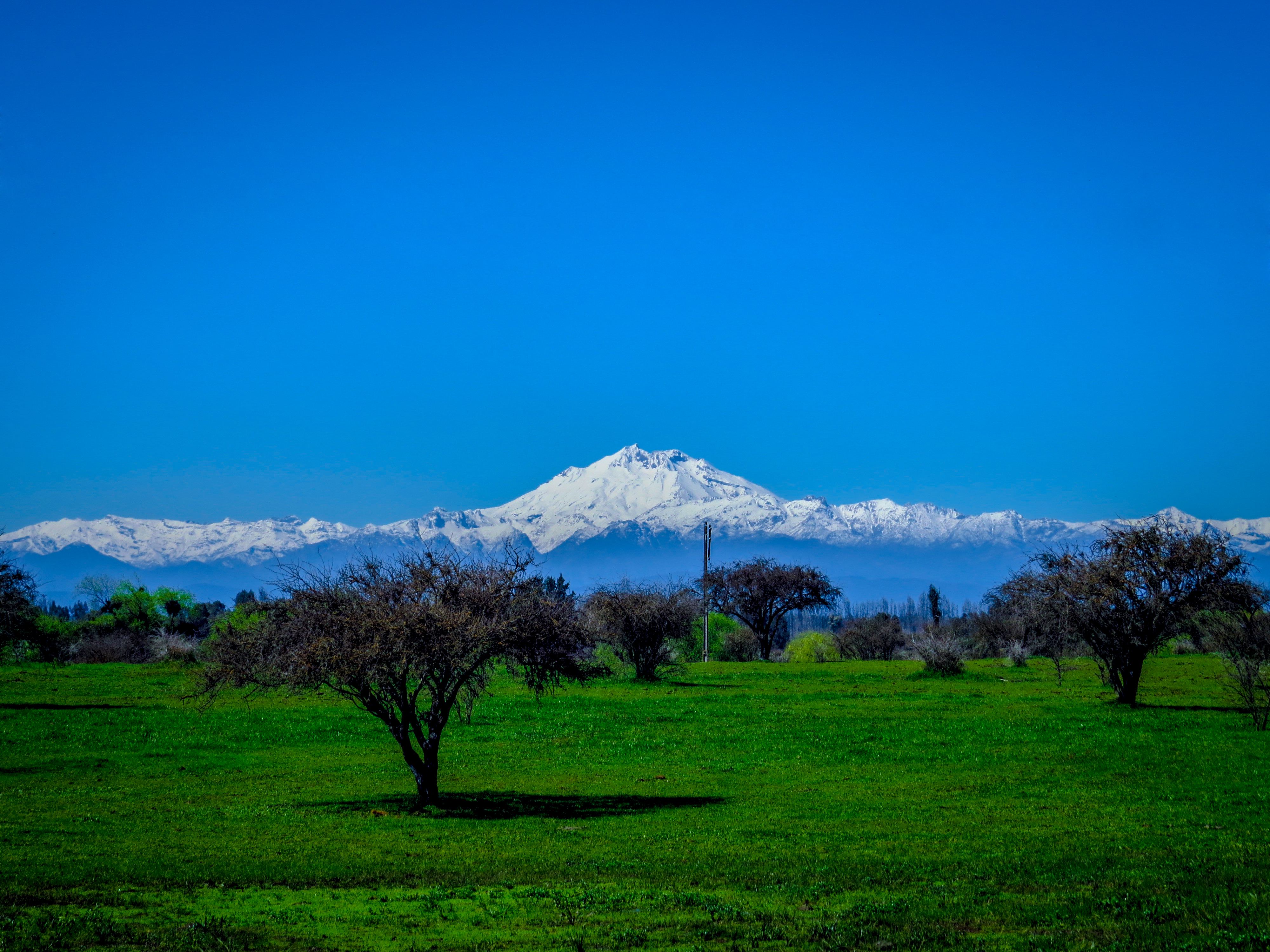
Вид на Лонгаві з Паррал, Лінарес
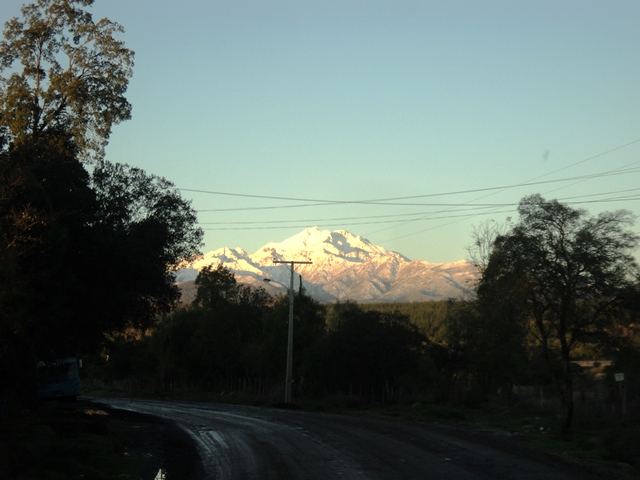
Гора Лонгаві від траси L-75 Паррал-Дігуа
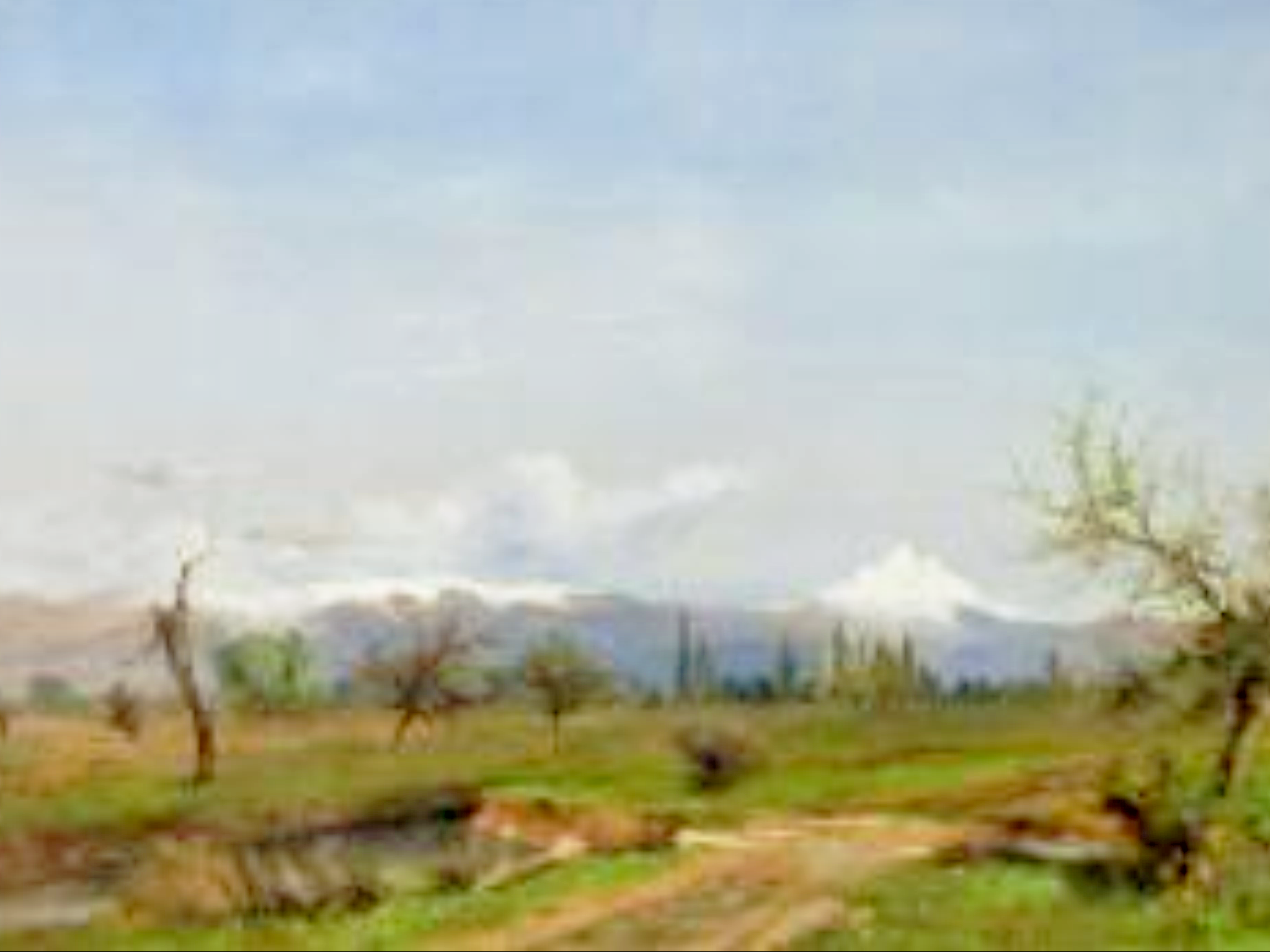
Картина маслом із зображенням Лонгаві, 1859 рік

### Місцевість
Невадо-де-Лонгаві лежить у невеликому гірському пасмі. Раніше вважалося що його висота 3090 м або 3181 м; нині висота становить 3242 м. Вулкан має кратер на вершині і багато додаткових кратерів на його схилах. Кратер на вершині сильно зруйнований ерозією. Потоки лави простягаються радіально від кратера і формують основну частину вулкана. Додаткові кратери також пов'язані з потоками лави. Ці потоки лави супроводжуються брекчією і досягають товщини 4-15 м. На східних схилах зустрічаються лахарові відклади.
Уступи на східно – південно-східних флангах утворилися внаслідок секторальних обвалів вулкана. Цей колапс відомий як Ламос-Лімпіас, і його шрам має площу поверхні приблизно 2 км 2. Шрами від обвалу пізніше були заповнені продуктами вибухових вивержень. Ще один обвал стався на південно-південно  –  західному фланзі, утворивши обвал Лос-Буейес і терасні відкладення.
Невадо-де-Лонгаві — відносно невеликий вулкан. При діаметрі 9 км, базальна площа поверхні становить 64 км2 і висотою над базовим рівнем 1800 м, Невадо-де-Лонгаві має об'єм близько 20 км3.
Фундамент під вулканом утворений вулканокластичною формацією Кура-Маллін еоцен — міоценового віку, міоценовими плутонами та лавік- брекчією пліоцен — плейстоценовою формацією Кола-де-Зорро. Це останнє утворення було ідентифіковано як утворююче глибоко еродований вулкан у Кордоні-де-Віллалобос на південь від Невадо де Лонгаві. Цей вулкан в 10 км на південь від Невадо-де-Лонгаві відомий як Вільялобос. Впровадженню цієї формації сприяло зменшення напруги стиснення, яка впливала на регіон до пліоцену.
Деякі ізольовані моногенетичні вулканічні центри можна знайти на південний схід від Невадо-де -Лонгаві. Окрім Віллалобос, це Ресаго та Лома-Бланка. Перший і останній мають плейстоценовий вік на основі їх збереження. Ресаго є післяльодовиковим. Останні два центри, мабуть, пов'язані з геологічним лінією, яка обрамляє східні схили Невадо-де-Лонгаві.

Річки в Маулі

На південному схилі знаходиться льодовик, між 1989 і 2017 роками льодовиковий покрив зменшився більш ніж на 95 % з менш ніж 0,2 км2 льодовикового покриву, що залишився. Попереднє зледеніння також підтверджується наявністю льодовикових смуг на лавових потоках і лахарових відкладів. Ріо-Бланко бере початок на південно-східному схилі Невадо-де-Лонгаві в межах шраму обвалу. Він повертає на південь і захід навколо вулкана у вигляді рибальського гачка. Річки Естеро-Мартінес і Кебрада-Лос-Буейес також беруть початок у Невадо-де-Лонгаві, на західному та південному схилах відповідно. Обидва вони є притоками Ріо-Бланко. Річка Ачібуено також бере початок на східному схилі Невадо-де-Лонгаві в однойменному озері. Вона тече спочатку на північний схід, а потім обертається навколо вулкана.

### Склад
Невадо-де-Лонгаві в основному вивергає андезит, який утворює близько 80 % вулкана. Менші кількості базальту та дациту також були вивержені вулканом, перший на ранніх стадіях активності та у вигляді включень базальтового андезиту, останній у голоцені.
Породи раннього етапу містять вкрапленники клінопіроксену, олівіну та плагіоклазу. Породи головного ярусу, крім того, містять амфібол і ортопіроксен. У породах голоцену знайдено апатит, оксиди і сульфіди заліза і титану. Окрім мінералів, габро та мафічні породи утворюють анклави . Зустрічаються також гранітні ксеноліти. На відміну від цих гранітів, габро є кумулятами, враховуючи їх хімічну подібність до порід Невадо-де-Лонгаві.
Хімічний склад магм Невадо-де-Лонгаві є незвичайним серед вулканів Південної вулканічної зони. Наприклад, вміст калію надзвичайно низький. Так само несумісні елементи представлені недостатньо. Набагато більш поширений модальний амфібол. Магми Невадо-де-Лонгаві називають адакітовими, єдиними магмами такого хімічного складу у Південній вулканічній зоні, але ця класифікація була оскаржена. Фракційна кристалізація амфіболу була використана для пояснення деяких структурних моделей.
На основі вмісту рубідію магми Невадо-де-Лонгаві були класифіковані на дві групи. Багата на рубідій група нагадує групу інших вулканів Південної вулканічної зони; група, бідна рубідієм, навпаки, є «незвичайною». Схоже, що відмінності показують як різні першопочаткові магми, так і різну еволюцію магми. Існує часова закономірність того, що з часом магми стають біднішими на рубідій.
Незвичайні хімічні моделі вказують на те, що магми, що вивергалися з Невадо-де-Лонгаві, були надзвичайно багаті водою. Така закономірність також була помічена в Мочо-Чосуенко і Кальбуко . Усі ці вулкани розташовані над точками, де зони розломів перетинають Перуансько-Чилійський жолоб, і було припущено, що ці зони розломів направляють воду в мантію. У випадку Невадо-де-Лонгаві зона розлому Мокко занурюється під вулкан.

## Історія вивержень
На північних і південно-західних схилах Невадо-де-Лонгаві відслонюються лавові потоки базальтового андезиту ранньої стадії. Вони виникли на місці приблизно 400 м нижче сучасної вершини і досягають товщини 100—150 м. Окремі потоки 1-5 м у товщину. Вік цих вулканічних порід досягає мільйона років.
Під час основної стадії зростання вулканічна активність була приблизно постійною, враховуючи однорідну структуру лавових потоків. Однак траплялися тимчасові періоди спокою, що спричиняло утворення ерозійних долин на північному схилі, які потім заповнювалися більш молодими потоками лави. Ці молодші потоки лави самі були піддані зледенінню.

### Голоцен
Остання активність відбулася у голоцен і включала вибухову активність. Вона був зосереджений у східному шрамі обвалу та на вершині. У східному шрамі обвалу, ймовірно, підльодовикова діяльність утворила шар потужністю 30 м, який включав уламки, лавові потоки та мул.
6835 ± 65 або 7500 років до теперішнього часу відбулося велике вибухове виверження. Внаслідок цього утворився 20 км покрив дацитової пемзи південному східі від вулкана. Максимальна потужність відкладів склала 30 м. Це місце також відоме як родовище падіння Ріо-Бланко. У східному шрамі осипу пемза пізніше була похована потоком андезитової лави, який не датований і носить назву Кастулло-Андезите.
Останнє виверження утворило лавовий купол у шрамі обвалу та на вершині. Це виверження відбулося приблизно 5700 років тому. Повторний колапс лавового купола утворив 0,12 км3 великий блоків і попелу, який скотилися зі східних схилів і охопили площу близько 4 км2.
Немає повідомлень про історичну вулканічну активність, але повідомлялося про фумарольну активністью Дистанційне зондування виявило термічні аномалії в масштабі приблизно 4 K (7,2 °F). Вулкан разом з Ломас-Бланкас був досліджений стосовно отримання геотермальної енергії; розрахункова потужність склала 248 мегават.

## Загрози
Вулкан займає 22 місце за національною шкалою вулканічної небезпеки Чилі. Найближчими до вулкана містами є Серро-Лос-Кастільос, Ла-Бальса, Ла-Орілья, Лас-Камеліас і Рінкон-Вальдес; поновлені виверження можуть призвести до осипів, стовпів вивержень, потоків лави та викиду пірокластичних матеріалів на вулкані та навколишніх долинах. Провінція Мендоса в Аргентині також може постраждати від активізації в Невадо де Лонгаві.
Перше зареєстроване сходження відбулося в 1965 році С. Кунстманом і В. Ферстером, але дані, отримані під час цього сходження, свідчать про те, що люди досягли гори раніше. В іншому випадку Невадо де Лонгаві є однією з важливих туристичних визначних пам'яток.

## Подальше читання
- Biggar, John (2005). The Andes: A Guide for Climbers (3rd ed.). Andes Publishing (Scotland). с. 304 pp. ISBN 978-0-9536087-2-0.
- González-Ferrán, Oscar (1995). Volcanes de Chile. Santiago, Chile: Instituto Geográfico Militar. с. 640 pp. ISBN 978-956-202-054-1. (in Spanish; also includes volcanoes of Argentina, Bolivia, and Peru)